# Kostel svatého Petra a Pavla (Biskupice)
Kostel svatého Petra a Pavla je barokní orientovaný římskokatolický chrám v obci Biskupice v okrese Svitavy. Je farním kostelem farnosti Biskupice.

## Historie
Kostel stojí na místě původního gotického kostela. Některé jeho zdi byly ale zřejmě zachovány v novém kostele. Původně se u kostela, v místě „na spálenisku“, nacházela i fara. Ta byla zničena za třicetileté války. V roce 1770 byl starý kostel v dezolátním stavu. Vdova po majiteli biskupického panství, Marie Antonie z rodu Blümegen, nechala stavbu strhnout a na jejím místě vybudovat nový kostel. Částečně chtěla odčinit svůj hřích, kterým bylo bezdětné manželství s vlastním strýcem. Stavba byla dokončena v roce 1776. V témže roce, v září, byl kostel vysvěcen olomouckým biskupem Maxmiliánem z Hamiltonu.
V Biskupicích byla roku 1782 obnovena duchovní správa jako lokální kaplanka. Kaplani bydleli na zámku, hned naproti sakristii. Později byla na návsi vybudována nová fara.
U kostela se nacházel až do roku 1822 hřbitov. U kostela zůstal jen tzv. Panský hřbitov s náhrobky Thurn-Taxisů, kteří jako poslední vlastnili biskupické panství mezi lety 1874–1945. Na hřbitově se měla nacházet i kaple zasvěcená Svaté Trojici.
Kostel měl čtyři zvony. Ty byly zrekvírovány a roztaveny za světových válek.

## Popis stavby

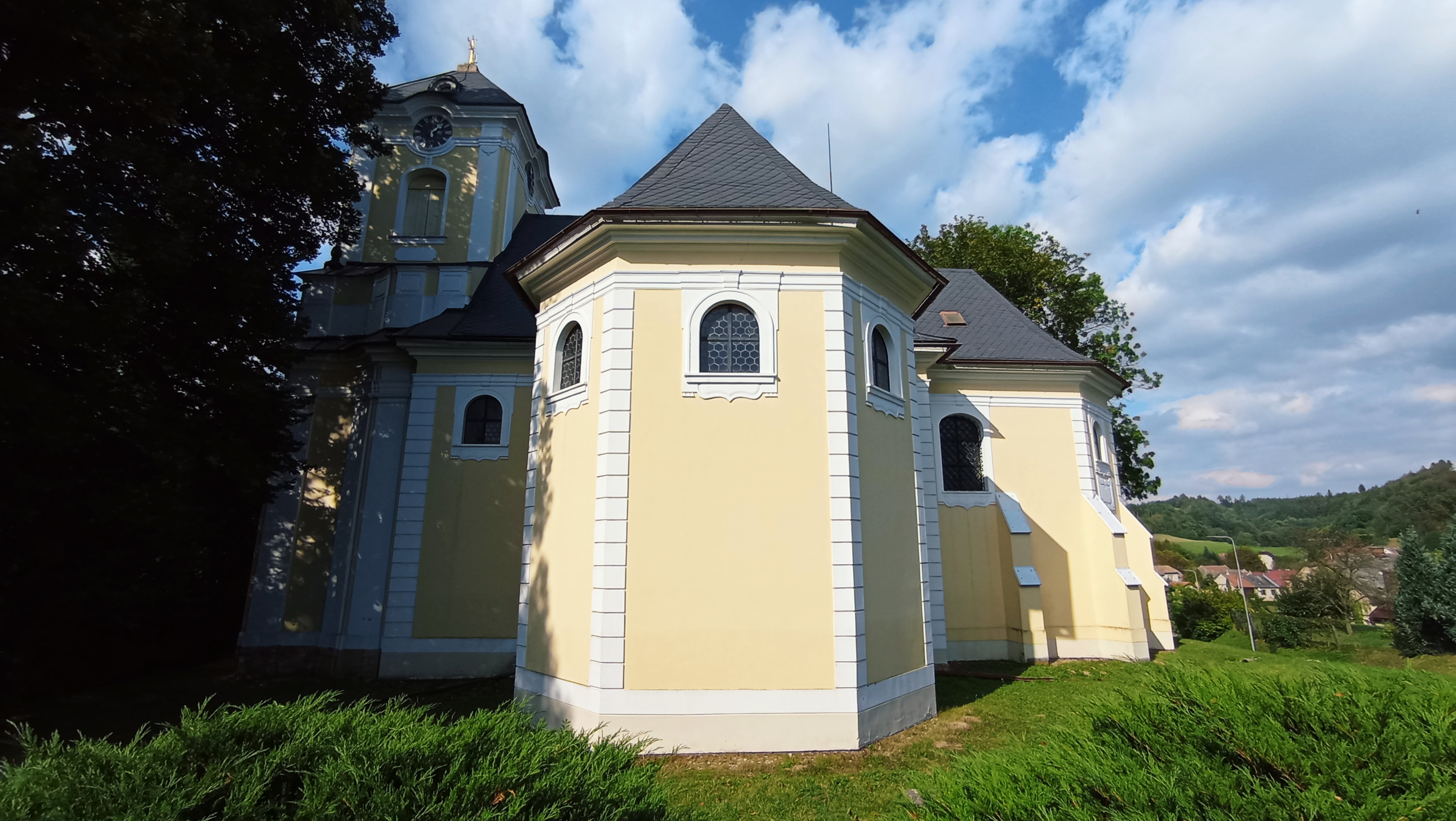
Kostel svatého Petra a Pavla

Kostel je orientovaný. Loď je zakončená pětibokým presbytářem. K severní straně přiléhá sakristie zaklenutá plackou. Nad ní se nachází panská oratoř. Na opačné straně se nachází pětiboká kaple zaklenutá valenou klenbou s výsečemi. V západním průčelí se nachází čtyřboká věž. Nad portálem bočního vchodu na severní straně se nachází letopočet 1770, pod kruchtou 1775. Velké okno do lodi je umístěno nad severním vstupem. Po obvodu jsou umístěna menší půlkruhová okna. Chrám je omítnut žlutě okrovým nátěrem. Do sakristie vede pískovcový portál. V něm jsou umístěna původní kovaná vrata. Ve vlysu na věži je vložen ciferník věžních hodin. Nad ním se ve střeše nacházejí půlkruhové vikýře. Loď kostela má sedlovou střechu, kaple a sakristie valbovou, a věž stanovou.
U schodů do kostela je umístěna barokní socha svatého Floriana od neznámého autora.

## Vybavení kostela

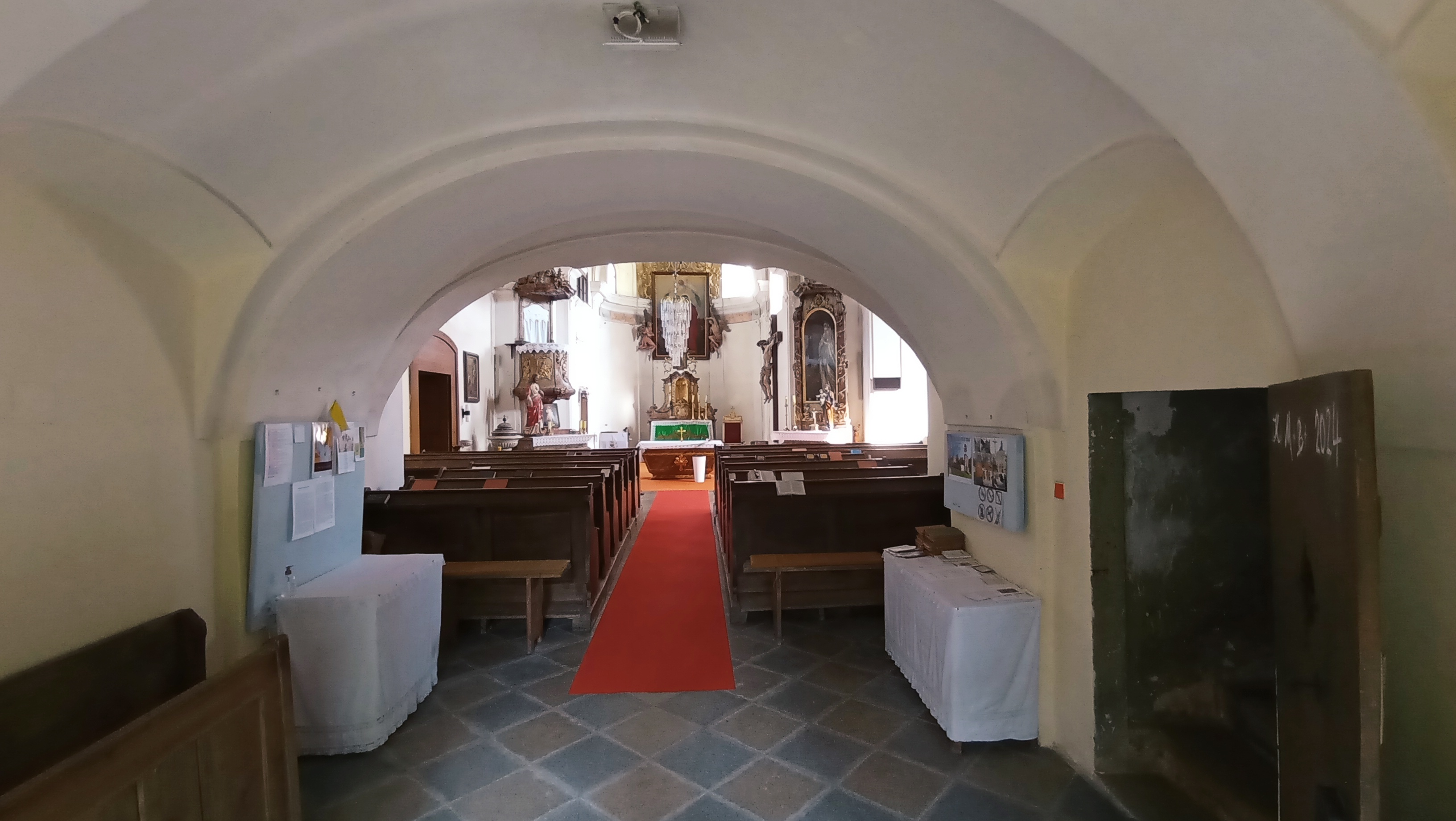
Interiér

Kostel má čtyři oltáře s relikviemi světců. Pod kazatelnou je umístěna dřevořezba, která znázorňuje křest Ježíše v Jordánu. Na protější straně je nika se sochou Panny Marie. V roce 1918 byly do kostela umístěny sochy svatého Josefa a svatého Aloise. Nad hlavním oltářem je umístěn obraz světců svatého Petra a svatého Pavla, kterým je chrám zasvěcen. Zhotovit jej nechala v roce 1862 šlechtična Johanna Paccassi.

## Bohoslužby
V kostele se bohoslužby konají týden po první neděli v měsíci v 16.00.